# Фульєза
Фульєза (Fulleda) — село в Іспанії, у комарці Ле-Гаррігес, у провінції Леріда в Каталонії. 
Населення становить близько 115 осіб. Економіка села аграрна, з вирощуванням на незрошуваних землях мигдалю, зернових культур, виноградників, оливок тощо.
Фульєза розташована на сході Ле-Гаррігеса, поблизу комарки Конка-да-Барбара та приблизно за 40 кілометрів від Леріди, столиці однойменної провінції.